# Ладіслав Фукс
Ладіслав Фукс (чеськ. Ladislav Fuks; нар. 4 вересня 1923, Прага — пом. 19 серпня 1994, Прага) — чеський письменник, сценарист, член соціалістичної Спілки чеських письменників. Заслужений діяч мистецтв. Доктор філософії.
Він зосереджувався переважно на психологічних романах, зображуючи відчай і страждання людей під німецькою окупацією Чехословаччини.
Фукс народився в Празі 24 вересня 1923 року в сім'ї Вацлава Фукса (офіцера поліції) та Марі Фрикової Фуксової.  Він навчався в гімназії на Тругларшкій вулиці, де також вперше став свідком нацистських переслідувань своїх друзів-євреїв. У 1942 році він був змушений бути доглядачем у Годоніні.
Пізніше він вивчав філософію, психологію та історію мистецтва на філософському факультеті Карлового університету в Празі , де в 1949 році отримав ступінь доктора. Після навчання він був членом управління Національної спадщини, а після 1959 року працював у Національній галереї. У 1960-х він став професійним письменником. Він привернув велику увагу своїм дебютним твором «Пан Теодор Мундсток» (чеськ. Pan Theodor Mundstock), опублікованим у 1963 році, а роком пізніше збіркою оповідань « Мої темноволосі брати » (чеськ. Mí černovlasí bratři). 
Під час комуністичного періоду в Чехословаччині, Фукс казав, що «віддав перевагу примиренню та толерантності над безрозсудним непокорою та мужністю впасти в опорі» 
Деякі з його робіт 1970-х тісно пов'язані з епохою, в яку вони були створені; наприклад, «Повернення з житнього поля» (чеськ. Návrat z žitného pole ) — це роман, спрямований проти еміграції після комуністичного перевороту 1948 року. Він також був членом соціалістичної Спілки чеських письменників (чеськ. Svaz českých spisovatelů ). Незважаючи на те, що він отримав певне міжнародне визнання, в останні роки свого життя він залишився самотнім і без друзів.

## Творчість
Ладіслав Фукс почав друкуватися в 1960 році.
Перша книга — роман «Пан Теодор Мундшток» вийшла 1963 року. Це був роман про трагічну самотність людини, що не здатна протидіяти оскаженілому злу. Вже завдяки першому своєму твору Фукс не лише міцно увійшов до числа найкращих прозаїків Чехії, але й відразу набув широкого міжнародного визнання.
Інші відомі романи Фукса: «Мої чорноволосі брати» (1964), «Варіації для глухої струни» (1966), «Спалювач трупів» (1967), «Миші Наталі Моосхабрової» (1970)
Його твори були видані в Угорщині, НДР, Іспанії, Польщі, Росії, Румунії, СРСР, США, Франції, ФРН, Югославії.

### Сценарії
- Спалювач трупів[cs] (1968)
- Таємниця золотого Будди (1973)
- Посеред нічної тиші (1978)
- Пастушок з долини (1983)
- Листівка з підтроянди (1984)
- Феєрверк в Асперні (1987)

### Видання українською
- «Варіації для глухої струни»: роман. — Київ, «Дніпро»: 1971, 1980. Переклала Воліна Пасічна.

## Пам'ять
- Академія чеської літератури заснувала літературну премію імені Ладіслава Фукса [2].